# Интерференция скважин
Интерференция скважин — влияние друг на друга действующих скважин, пробурённых с земли на один продуктивный слой горной породы или на разные, но гидродинамически связанные друг с другом слои. Интерференция скважин объясняется тем, что все флюиды подвижны, а поры и щели продуктивных пластов, в которых они находятся, всегда связаны в единую систему пор и трещин. При этом скважины одинакового назначения «мешают» друг другу, перехватывая притекающую к ним жидкость (или газ). В результате чего добыча каждой из скважин, находящихся в работе, всегда меньше дебита в единичной скважине, при равных условиях. Данное условие объясняет принципиальную особенность разработки жидких ископаемых – все эксплуатационные скважины, будь там вода, нефть или газ, рассматриваются в системе – то есть в их взаимодействии в общем процессе.